# Ère Kōbun
L'ère Kōbun (弘文) est une des ères du Japon suivant l'ère Saimei et précédant l'ère Temmu, et s'étendant de 672 à 673. L'empereur régnant était Kōbun-tennō (弘文天皇).

## Lire aussi
- (en) Delmer Brown and Ichiro Ishida, eds. (1979). Gukanshō; "The Future and the Past: a translation and study of the 'Gukanshō,' an interpretive history of Japan written in 1219" translated from the Japanese and edited by Delmer M. Brown & Ichirō Ishida. Berkeley: University of California Press.   (ISBN 0-520-03460-0)
- (fr) Isaac Titsingh, Isaac. (1834). [Siyun-sai Rin-siyo/Hayashi Gahō , 1652]. Nipon o daï itsi ran; ou, Annales des empereurs du Japon, tr. par M. Isaac Titsingh avec l'aide de plusieurs interprètes attachés au comptoir hollandais de Nangasaki ; ouvrage re., complété et cor. sur l'original japonais-chinois, accompagné de notes et précédé d'un Aperçu d'histoire mythologique du Japon, par M. J. Klaproth.  Paris: Royal Asiatic Society, Oriental Translation Fund of Great Britain and Ireland.--Deux exemplaires numérisés de ce livre rare ont été maintenant rendus accessibles en ligne : (1) de la bibliothèque de l'université du Michigan, numérisé le 30 janvier 2007 ; et (2) de la bibliothèque de l'université de Stanford, numérisé le 23 juin 2006.  Vous pouvez le consulter en cliquant ici.
- (en) H. Paul Varley, ed. (1980). [Kitabatake Chitafusa, 1359], Jinnō Shōtōki ("A Chronicle of Gods and Sovereigns: Jinnō Shōtōki of Kitabatake Chikafusa" translated by H. Paul Varley). New York: Columbia University Press.  (ISBN 0-231-04940-4)

| Précédée par : Tenji | Ères du Japon Kōbun | Suivie par : Temmu |